# Corte della Torre Amigazzi
La Corte della Torre Amigazzi è una corte rurale situata a Rescaldina, nella città metropolitana di Milano in Lombardia.
Simbolo storico della città di Rescaldina, recentemente è stata al centro di un importante progetto di riqualificazione.

## Storia

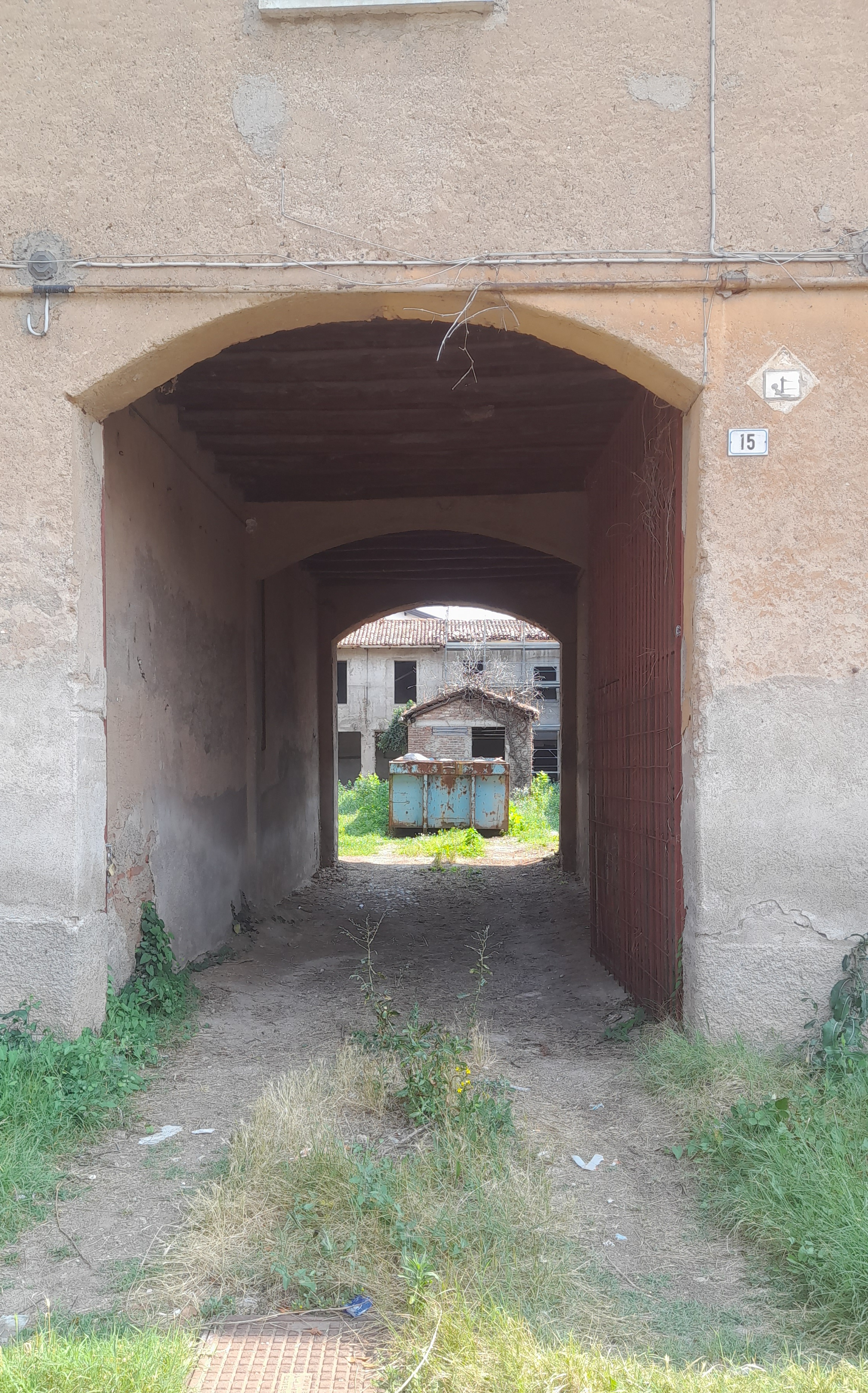

La storia della Corte Amigazzi è tutt'oggi ancora avvolta nell'incertezza. Si crede che sia stata edificata prima del 1700, tuttavia la prima fonte che attesta la presenza del mastio è il catasto teresiano del 1721. Il suo nome è dovuto all'occupazione storica della Famiglia Amigazzi, tra cui Giulia Amigazzi, del mastio di via Gramsci a Rescaldina. Subentrata erede dei beni Melzi per volontà di suor Gaetana Adamoli, venne nominata erede universale nelle ultime volontà di donna Barbara Melzi.
Nata come una corte a forma di C, nel corso dell'800' ha preso la configurazione a forma di H, con la demolizione di diverse parti della costruzione originaria. Nella seconda metà dell'800', si pensa siano state effettuate modifiche più tangenti alla corte. È allora che la Corte venne chiusa sui quattro lati e ampliata ad ovest, probabilmente demolendo una parte dell’edificio.

La Torre in una fotografia degli anni '70

Tra gli anni 30 e settanta del XX secolo, sono state apportate nuove modifiche all'edificio, come il rifacimento del manto di copertura nel 1965, prima di lasciarlo in stato di abbandono fino ai primi anni 2000.
Passata di proprietà all'Istituto Barba Melzi, nel 2006 è stato presentato una parere esecutivo per un piano di ristrutturazione e riqualificazione dell'area, tuttavia non realizzato.
L’acquisizione del mastio da parte del Comune di Rescaldina risale al 2008, con riconferma nel 2010 e scadenza nel 2024. La giunta comunale di centro-sinistra,  ha deciso di rivedere gli estremi della convenzione allora stipulata, candidando la struttura per il PINQUA e lanciando un bando di gara di appalto del valore di quasi 5 milioni di Euro. La candidatura della corte della Torre Amigazzi, è stata agevolata dalla descritta ferita del tessuto urbano del centro cittadino con l’obiettivo di restituire allo storico complesso il suo ruolo di centralità.

## Descrizione

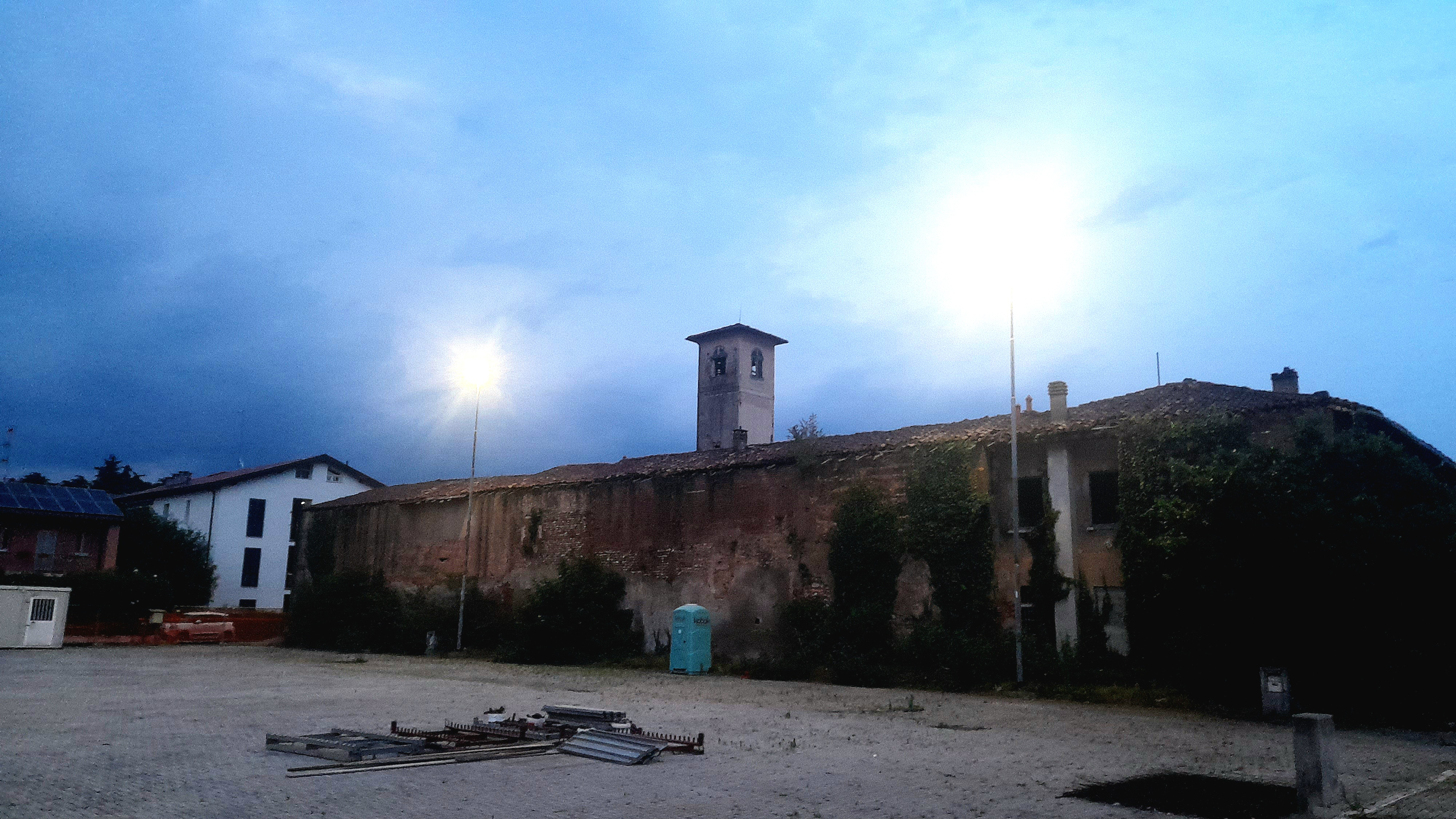
Torre Amigazzi nel luglio 2024

Prima della riqualificazione, il mastio si estendeva per un'area di oltre 5700 m², occupata per oltre 2500 m² dalla piazza. Dopo la riqualificazione, aumenterà lo spazio occupato dalla torre e conseguentemente diminuirà quello occupato dalla piazza, di cui parte verrà convertita in parco urbano.

### Piano Terra
Al piano terra, saranno presenti spazi a uso pubblico con funzioni sociali, come una sala polivalente, aree di coworking e un portierato sociale.

### Primo Piano
Al primo piano è prevista la realizzazione di dodici unità abitative: cinque tradizionali bi e trilocali, e sei in cohousing, composte da spazi privati e condivisi (cucina e soggiorno).
La parte dell'edificio che si affaccia sulla piazza, sarà invece interamente vetrata e verrà occupata dalla biblioteca, in entrambi i piani, con zona di lettura, spazio per bambini collegato con il parco, scaffalature di libri e fumetti, il museo della storia di Rescaldina e altre aree di coworking per poter lavorare.
Tutto l'edificio non consumerà energia, al contrario ne produrrà, essendo costruito con i più moderni criteri di compatibilità ambientale e risparmio energetico.
Infine la piazza.

### Piazza
Il progetto prevede un parco recintato che arriverà fino alla strada, con varie alberature, spazi per le iniziative della biblioteca e per i bambini, angoli di relax e svago.

### Torre

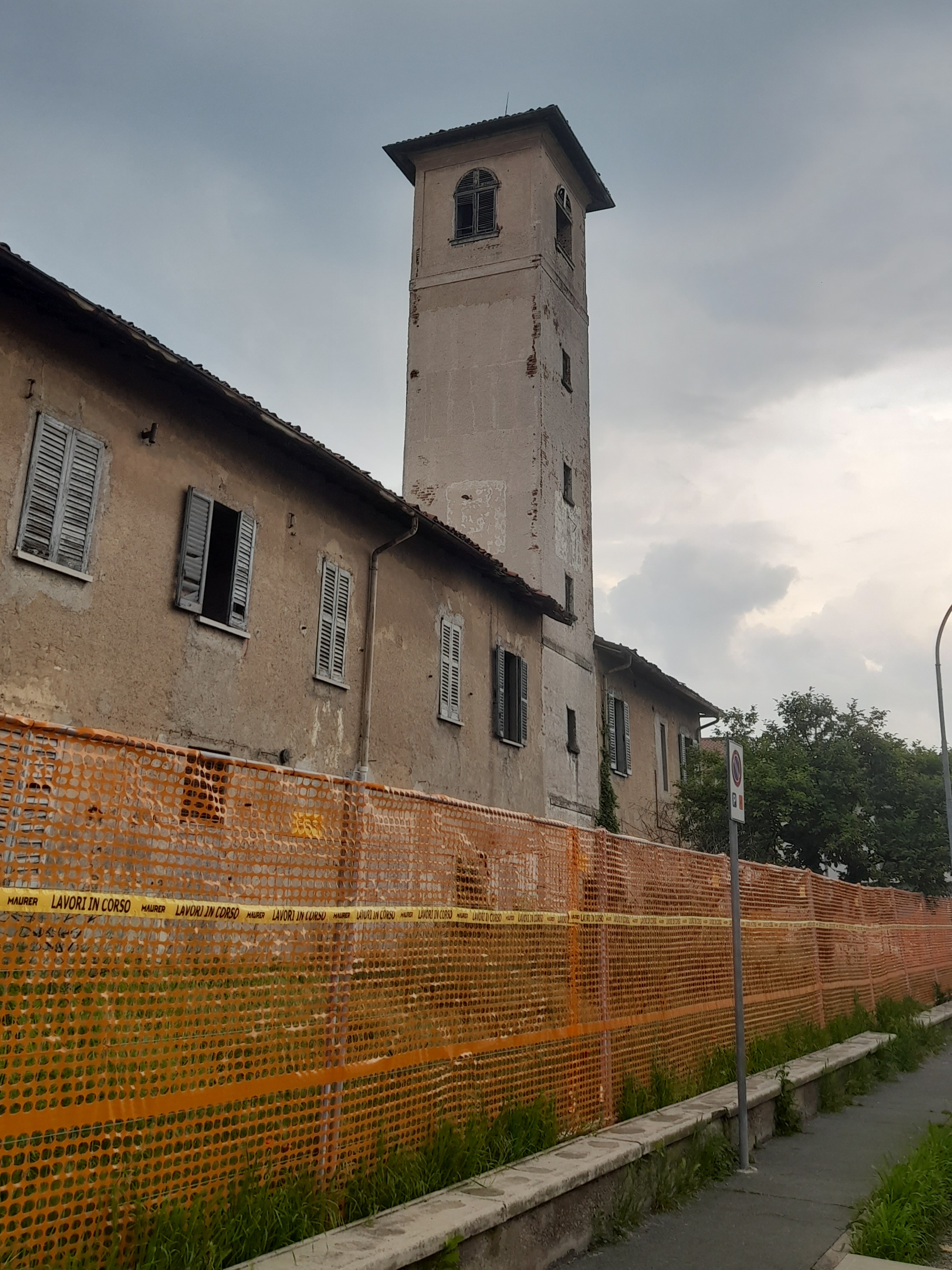
La torre prima della riqualificazione

È previsto l'accesso pubblico alla torre, che porterà alla realizzazione di un belvedere, da cui sarà possibile vedere il panorama della Città metropolitana di Milano da un'altezza di circa 30 metri.

## La riqualificazione

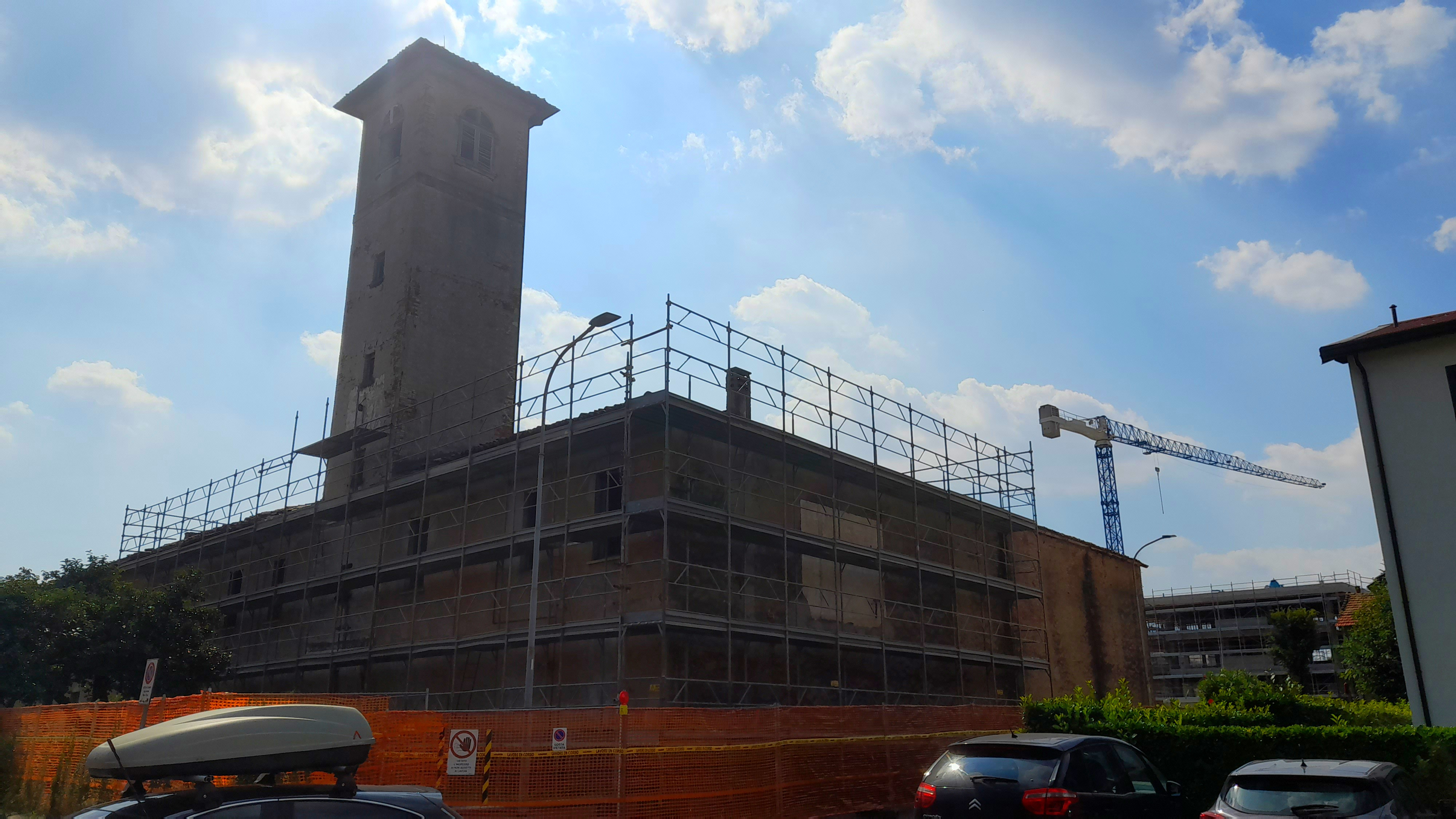

Il progetto, prevede la demolizione e ricostruzione di circa due terzi del complesso, mentre il restante terzo, compresa la torre Amigazzi, sarà oggetto di ristrutturazione.
I lavori di riqualificazione sono stati affidati all'impresa Finocchiaro Costruzioni di Tremestieri Etneo, in provincia di Catania. Il 10 aprile 2024 hanno inizio i lavori di riqualificazione di Torre Amigazzi, con termine di presunta scadenza il 9 gennaio 2026. L'impresa siciliana, si è aggiudicata l’appalto all’importo complessivo di 4 881 480,70 euro, dopo aver offerto un ribassamento pari al 18% con conseguente importo per i lavori di ristrutturazione di 4 020 582,21 euro complessivi, comprensivi di 90 993,30 euro per oneri di Sicurezza.

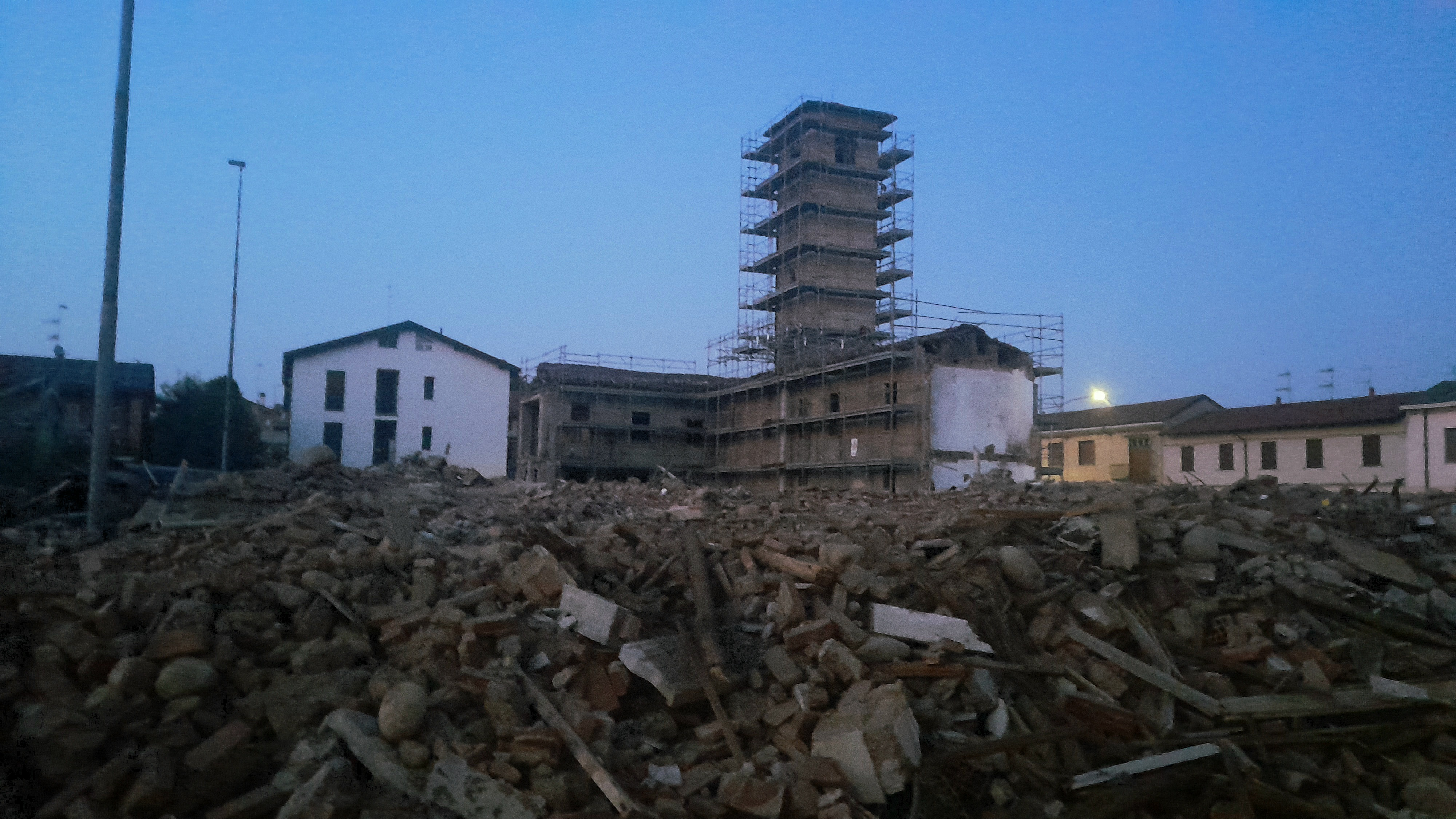

Il 28 luglio 2024, ha avuto il via la demolizione dei due terzi della corte, terminata il giorno seguente. I materiali e le materie di recupero della demolizione, come previsto dal PINQUA, saranno utilizzate come riempimento della nuova costruzione.

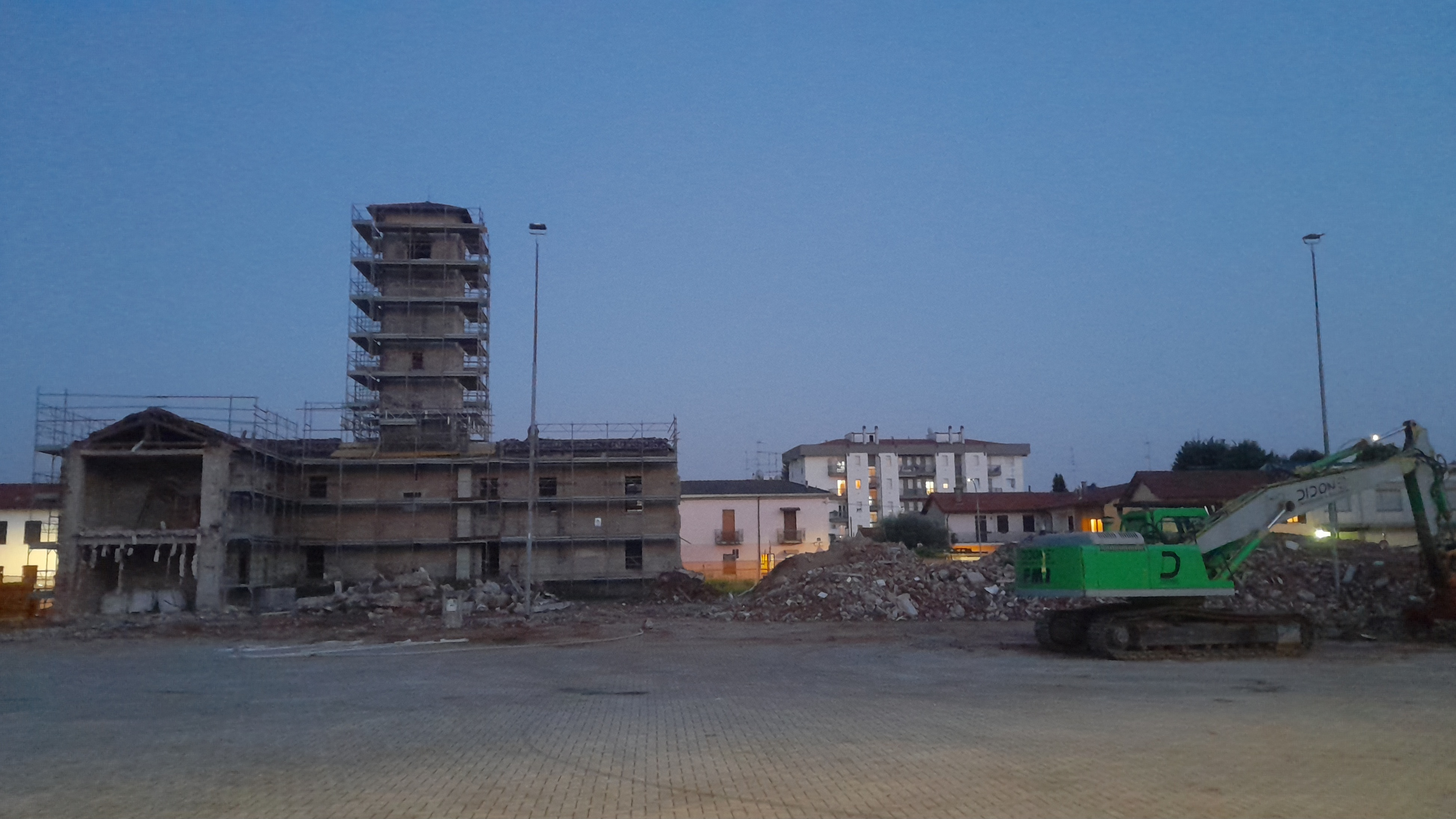

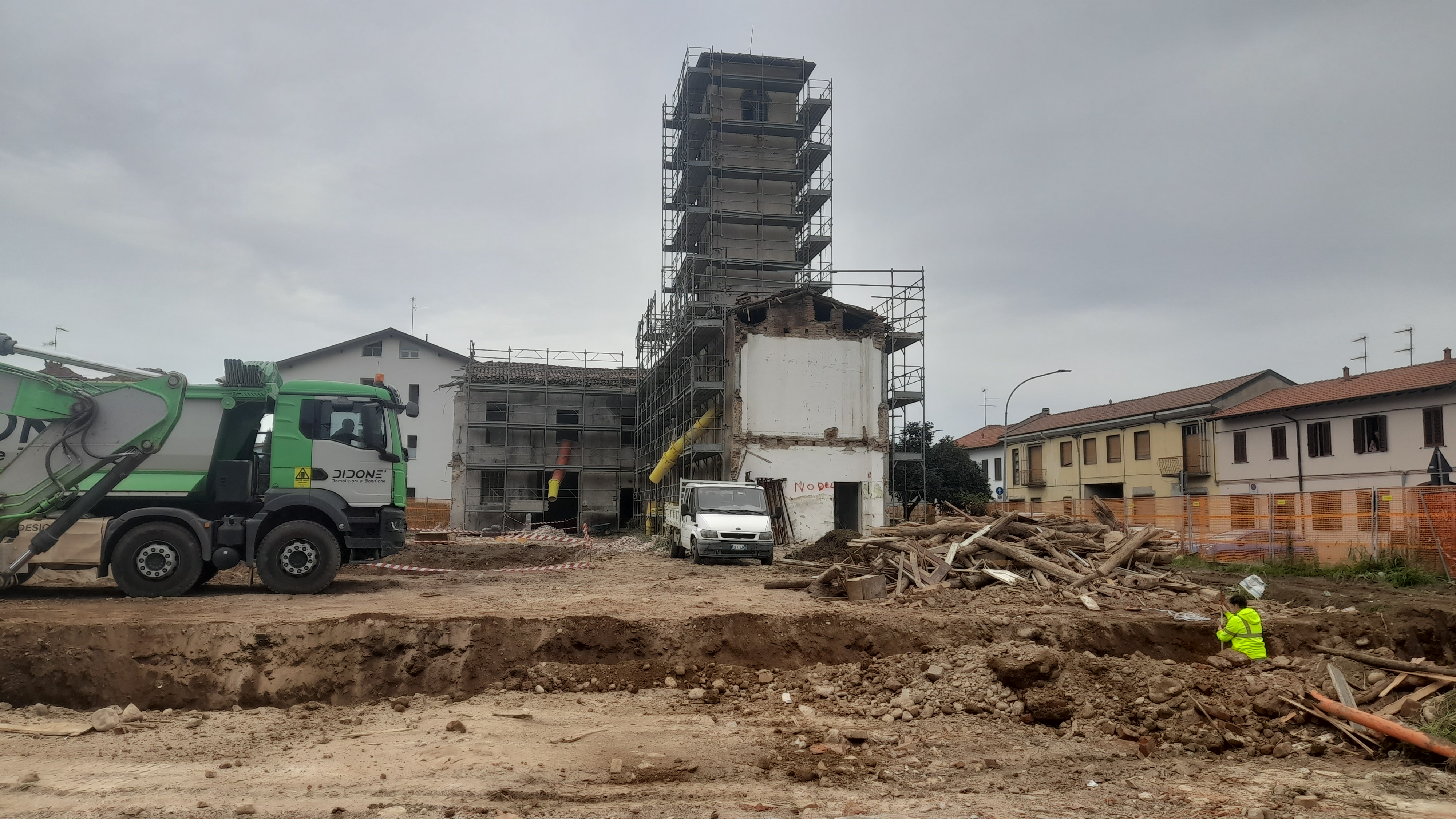

Nel settembre 2024 hanno avuto inizio i lavori di smaltimento del materiale della precedente costruzione. Sono iniziati inoltre gli scavi per il posizionamento delle fondazioni della nuova costruzione, che prevede un sistema di fondazioni a vespaio, areato tramite il sistema ad igloo.